# 폴로네즈
폴로네즈(폴란드어: polonez, 프랑스어: polonaise)는 폴란드의 춤곡이다. 또한 이로부터 유래된 기악곡에 쓰이는 악곡의 형식의 일종을 가리키기도 한다.

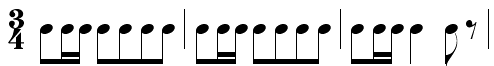
폴로네즈의 일반적인 리듬

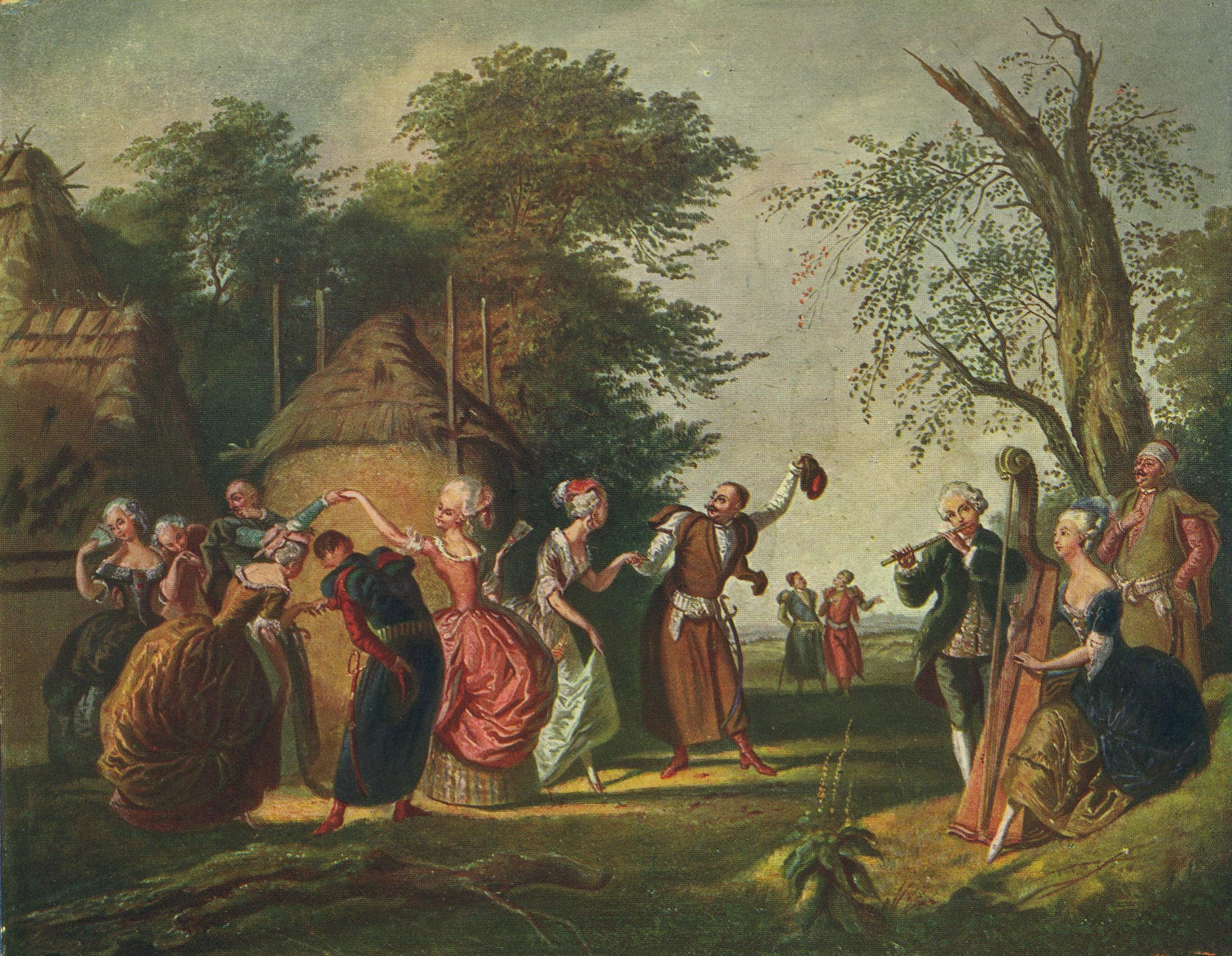
폴로네즈 춤을 추는 폴란드인들, 코르넬리 슐레겔(Kornelli Szlegel) 작.

보통의 속도는 3/4박자로 악절의 마침(終止)이 제1박에서 끝나지 않는 여성마침(女性終止)을 쓰며, 특징 있는 반주리듬(제 1박의 16음표들의 길이가 짧고 제 2,3박이 여유를 가지게된다.)을 갖고 있는 것이 특징이다. 폴로네즈는, 특히 쇼팽에 의하여 예술작품의 영역으로 진입하였다.

## 같이 보기
- 왈츠
- 마주르카

## 참고 문헌
- 이 문서에는 다음커뮤니케이션(현 카카오)에서 GFDL 또는 CC-SA 라이선스로 배포한 글로벌 세계대백과사전의 내용을 기초로 작성된 글이 포함되어 있습니다.